# پشتوی شمالی
پشتوی شمالی (پشتو: شمالي پښتو) به منظوره : (شمال لويديزه پښتو و شمال ختيځه پښتو ) شامل گویش‌های شمال غربی و شمال شرقی زبان پشتو می‌شود که در شمال غرب پاکستان و شمال شرقی افغانستان گویش دارند این گویش به پشتو پیشاوری معروف هست که در نواحی شمال غرب پاکستان در ایالت مناطق شمالی : (ناحیه گلگت، ناحیه دیامر،ناحیه اسکردو) و بخش شمالی: ایالت خیبر پختونخوا : ( بخش پیشاور ، بخش ملاکند ،بخش هوزار، بخش کوهات ،بخش مردان) گویش دارند و در افغانستان در ولایت های همچون : کابل، جلال آباد ، نورستان ، کنر ، لوگر ، لغمان ، وردک ،  به صورت رسمی در این ولایت صحبت میکنند. در سایر ولایت های شمال شرقی افغانستان ساکنین این گویش کم و بیش در ولایت های شمال شرقی همچون :  بغلان ، کندوز، جوزجان،و بخش کوچک آن در فاریاب به این گویش پشتوی شمالی سخن میگویند.
.